# Когнитивная усталость
Когнитивная усталость (англ. cognitive fatigue) — состояние снижения когнитивных функций, вызванное продолжительной умственной нагрузкой. Это явление проявляется в ухудшении концентрации внимания, замедлении скорости обработки информации, снижении качества принятия решений и ухудшении рабочей памяти. Когнитивная усталость изучается в рамках когнитивной психологии, нейронауки, эргономики и спортивной науки, представляя значительный интерес для понимания пределов человеческой работоспособности.

## История изучения
Первые научные наблюдения, связанные с умственным утомлением, относятся к концу XIX века. Герман Эббингауз в своих классических исследованиях памяти (1885) отмечал, что длительное повторение информации приводит к постепенному снижению эффективности запоминания. В первой половине XX века проблемой занялись промышленные и военные психологи. Норман Макворт (1948) в своих знаменитых исследованиях «часового теста» (англ. clock test) изучал, как продолжительное наблюдение за экранами радаров влияет на внимание операторов.
С развитием нейронаук во второй половине XX века подход к изучению когнитивной усталости существенно изменился. Современные исследования сосредоточены на трех основных аспектах:
1. Метаболические процессы — исследования показывают, что продолжительная умственная деятельность приводит к истощению запасов глюкозы в префронтальной коре. (Fairclough & Houston, 2004)
2. Нейронные механизмы — с помощью методов нейровизуализации установлено, что когнитивная усталость коррелирует со снижением активности в дорсолатеральной префронтальной коре. (Boksem & Tops, 2008)
3. Поведенческие проявления — многочисленные исследования демонстрируют увеличение количества ошибок в тестах на внимание и снижение скорости реакции при продолжительной когнитивной нагрузке. (Van der Linden, 2011)

## Факторы и механизмы
К основным факторам, которые способствуют развитию когнитивной усталости относятся:
1. Продолжительная монотонная деятельность — такие задачи, как вождение на автомагистрали, мониторинг показателей или программирование, особенно подвержены влиянию усталости
2. Дефицит сна — исследования показывают, что недостаточный сон значительно ухудшает восстановление когнитивных ресурсов. (Lim & Dinges, 2010)
3. Мультизадачность — необходимость постоянного переключения между задачами существенно увеличивает когнитивную нагрузку. (Rubinstein et al., 2001)
4. Эмоциональный стресс — состояние тревоги или депрессии может ускорять наступление когнитивной усталости

## Теории когнитивной усталости
В современной науке существуют три основные теории, объясняющие природу когнитивной усталости:
Ресурсная теория Канемана(Kahneman, 1973) — объясняет механизмы работы внимания через концепцию ограниченных когнитивных ресурсов. Согласно теории, наш мозг располагает конечным запасом «ментальной энергии», которую распределяет между задачами в зависимости от их сложности, важности и текущего состояния человека.
Ключевые аспекты теории:
1. Чем сложнее задача, тем больше ресурсов она требует
2. При одновременном выполнении нескольких задач происходит конкуренция за ресурсы
3. Усталость, стресс или недостаток мотивации уменьшают доступный объём ресурсов
4. Мозг постоянно перераспределяет ресурсы, уделяя больше внимания приоритетным задачам
Теория остается важной основой для понимания многозадачности, когнитивной усталости и пределов человеческой производительности.
Модель мотивационного контроля (Inzlicht et al., 2014) — предлагает альтернативное объяснение феномена когнитивной усталости, пересматривая классическую теорию истощения ресурсов. Согласно этой модели, снижение производительности при длительной умственной работе связано не с реальным истощением когнитивных ресурсов, а с изменением мотивационных приоритетов.
Ключевая идея заключается в том, что мозг постоянно оценивает затраты и выгоды от продолжения деятельности. Когда умственная задача становится слишком продолжительной или сложной, подсознательно снижается мотивация поддерживать высокий уровень усилий. Это проявляется как:
· Сдвиг в балансе «стоимость-вознаграждение» — мозг начинает воспринимать дальнейшие усилия как менее оправданные;
· Перераспределение внимания — вместо сосредоточенности на основной задаче появляется склонность к отвлечениям или поиску более приятных занятий;
· Физиологические маркеры — исследования показывают, что даже при субъективном ощущении усталости объективные показатели когнитивных способностей часто остаются неизменными.
Модель подтверждается экспериментами, где изменение мотивации (например, через денежное вознаграждение или личную заинтересованность) устраняет эффект «истощения». Например, испытуемые, считавшие задачу значимой, демонстрировали устойчивую производительность, несмотря на длительную нагрузку.
Нейрофизиологическая модель (Boksem & Tops, 2008) — объясняет механизмы умственного утомления через призму работы специфических нейронных сетей и нейрохимических процессов в мозге. Согласно этой модели, когнитивная усталость возникает в результате дисбаланса между двумя ключевыми системами мозга:
1. Системой когнитивного контроля (префронтальная кора, передняя поясная кора)
  - Отвечает за поддержание внимания и целенаправленное поведение
  - При продолжительной активности наблюдается снижение эффективности нейротрансмиттеров (особенно дофамина)
2. Системой обнаружения ошибок и мониторинга усилий(островковая доля, миндалевидное тело)
  - Оценивает «стоимость» продолжения деятельности
  - При накоплении усталости усиливает сигналы о дискомфорте

Ключевые нейрофизиологические механизмы:
- Снижение активности дорсолатеральной префронтальной коры(DLPFC), что коррелирует с ухудшением исполнительных функций
- Повышение активности передней поясной коры (ACC) как маркер возрастающих «затрат» на выполнение задачи
- Изменение баланса дофамина и аденозина, влияющее на мотивацию и субъективное ощущение усталости

Экспериментальные подтверждения включают данные фМРТ, показывающие:
- Перераспределение активности от «контролирующих» к «эмоциональным» зонам мозга при утомлении
- Связь между субъективной усталостью и специфическими паттернами мозговой активности

## Критика и современные дискуссии
Несмотря на значительный прогресс в изучении когнитивной усталости, остается ряд нерешенных вопросов и критических замечаний. Основная сложность в исследовании когнитивной усталости заключается в отсутствии единого, объективного инструмента измерения. Как отмечает Хокки (Hockey, 2013), существующие методы обладают существенными ограничениями:
1. Субъективные шкалы и опросники (например, Шкала субъективной усталости, Profile of Mood States)
o Зависимость от самоотчета и способности к интроспекции
o Влияние когнитивных искажений (например, склонность давать социально желательные ответы)
o Проблема калибровки — разные люди по-разному интерпретируют шкалы интенсивности
2. Поведенческие тесты (тесты на внимание, скорость реакции, рабочую память)
o Не учитывают компенсаторные механизмы — люди могут поддерживать производительность за счет дополнительных усилий
o Чувствительность к внешним факторам (мотивация, тревожность, условия тестирования)
o «Эффект потолка» для простых задач и «эффект пола» для сложных
3. Физиологические маркеры (ЭЭГ, кожно-гальваническая реакция, частота сердечных сокращений)
o Низкая специфичность — аналогичные изменения могут отражать стресс или эмоциональное возбуждение
o Технические сложности непрерывного мониторинга в естественных условиях
o Индивидуальные различия в физиологических реакциях
4. Нейровизуализационные методы (фМРТ, ПЭТ)
o Высокая стоимость и сложность применения
o Проблема экологической валидности — искусственные условия сканирования
o Трудности интерпретации нейронных коррелятов усталости
Современные исследования предлагают принципиально иной взгляд на природу умственного утомления, бросая вызов традиционной модели истощения ресурсов. Как продемонстрировал Джоб (Job, 2010), многие проявления «когнитивного истощения» могут быть артефактами методологического характера, а не свидетельством реального исчерпания ментальных ресурсов.
Ключевые аргументы против модели истощения:
1. Экспериментальные артефакты
· Эффекты усталости часто исчезают при изменении условий эксперимента
· Производительность восстанавливается мгновенно при появлении мотивационных стимулов
· Мета-анализы показывают слабый размер эффекта «истощения» (d ≈ 0.5)
2. Концептуальные проблемы
· Отсутствие прямых доказательств существования «когнитивных ресурсов» как физиологической реальности
· Неспособность количественно определить единицы измерения этих ресурсов
· Противоречивые данные о локализации «ресурсов» в мозге
3. Альтернативные объяснительные модели
· Мотивационная перспектива: снижение производительности отражает стратегическое сохранение энергии
· Ориентированная на действие теория: усталость как сигнал о необходимости изменить стратегию
· Социально-когнитивный подход: эффекты обусловлены ожиданиями и убеждениями испытуемых
Еще одним аспектом критики является наличие индивидуальных различий. Остается неясным, почему некоторые люди демонстрируют большую устойчивость к когнитивной усталости, чем другие
Современные исследования сосредоточены на разработке объективных маркеров когнитивной усталости с использованием методов нейровизуализации и физиологических показателей, а также на поиске эффективных стратегий профилактики и восстановления.

## Список литературы
1. Kahneman D. Attention and Effort. — Englewood Cliffs, NJ: Prentice-Hall, 1973. — ISBN 978-0130505187.
2. Boksem M.A.S., Tops M. Mental fatigue: Costs and benefits // Brain Research Reviews. — 2008. — Vol. 59, no. 1. — P. 125—139. — DOI:10.1016/j.brainresrev.2008.07.001. — PMID 18652844.
3. Van der Linden D. The urge to stop: Cognitive fatigue and the control of mental effort // Acta Psychologica. — 2011. — Vol. 136, no. 3. — P. 349—353. — DOI:10.1016/j.actpsy.2010.12.002. — PMID 21227400.
4. Lim J., Dinges D.F. A meta-analysis of the impact of short-term sleep deprivation on cognitive variables // Psychological Bulletin. — 2010. — Vol. 136, no. 3. — P. 375—389. — DOI:10.1037/a0018883. — PMID 20438143.
5. Inzlicht M., Schmeichel B.J., Macrae C.N. Why self-control seems (but may not be) limited // Trends in Cognitive Sciences. — 2014. — Vol. 18, no. 3. — P. 127—133. — DOI:10.1016/j.tics.2013.12.009. — PMID 24439530.
6. Fairclough S.H., Houston K. A metabolic measure of mental effort // Biological Psychology. — 2004. — Vol. 66, no. 2. — P. 177—190. — DOI:10.1016/j.biopsycho.2003.10.001. — PMID 15041139.
7. Hockey R. The Psychology of Fatigue: Work, Effort and Control. — Cambridge: Cambridge University Press, 2013. — ISBN 978-0521115671.
8. Job V., Dweck C.S., Walton G.M. Ego depletion—Is it all in your head? // Psychological Science. — 2010. — Vol. 21, no. 11. — P. 1686—1693. — DOI:10.1177/0956797610384745. — PMID 20876879.